# Markus Kettler
Markus Kettler (* 23. August 1964) ist ein ehemaliger deutscher Fußballprofi.
Kettler entstammte der Jugend des MSV Duisburg und schaffte 1983 den Sprung von den A-Junioren direkt in den Profikader des MSV. In der Saison 1983/84 belegte der MSV Duisburg den dritten Platz in der 2. Bundesliga, welcher zum Relegationsspiel gegen den 16. der 1. Bundesliga berechtigte. Die Partien gegen Eintracht Frankfurt gingen allerdings in der Endabrechnung (0:5 und 1:1) verloren.
Zwei Jahre später stiegen die MSVler überraschend, als Tabellenletzter, in die Oberliga ab. Kettler kam in den drei Jahren nur sporadisch zum Einsatz, über die Rolle des Ergänzungsspieler kam er nicht hinaus. Insgesamt brachte es der Mittelfeldspieler auf 24 Zweitligaeinsätze.